# Французька Дагомея
Французька Дагомея — колишня французька колонія і частина Французької Західної Африки з 1904 по 1958 рік. Після Другої світової війни, у створеній Четвертій французькій республіці в 1947 році, Дагомея стала частиною Французького Союзу з більшою автономією. 11 грудня 1958 була створена П'ята французька республіка і Французький Союз перетворено у Французьку Спільноту. Колонія стала самоврядною Республікою Дагомея в рамках Спільноти, а через два роки 1 серпня 1960 року здобула повну незалежність (і в 1975 році вона змінила свою назву на Бенін).